# Holt-Sebes-Körös
Holt-Sebes-Körös este o arie protejată (arie specială de conservare — SAC, sit de importanță comunitară — SCI) din Ungaria întinsă pe o suprafață de 285,25 ha, integral pe uscat.

## Localizare
Centrul sitului Holt-Sebes-Körös este situat la coordonatele 46°57′07″N 21°10′40″E / 46.951944°N 21.177778°E.

## Înființare
Situl Holt-Sebes-Körös a fost declarat sit de importanță comunitară în mai 2004 pentru a proteja 10 specii de animale. Situl a fost protejat și ca arie specială de conservare în februarie 2010.

## Biodiversitate
Situată în ecoregiunea panonică, aria protejată conține 2 habitate naturale: Lacuri eutrofice naturale cu vegetație de tip Magnopotamion sau Hydrocharition, Păduri aluvionare cu Alnus glutinosa și Fraxinus excelsior (Alno-Padion, Alnion incanae, Salicion albae).
La baza desemnării sitului se află mai multe specii protejate:
- amfibieni (2): buhai de baltă cu burta roșie (Bombina bombina), triton cu creastă dobrogean (Triturus dobrogicus)
- mamifere (1): vidră de râu (Lutra lutra)
- nevertebrate (3): Anisus vorticulus, fluturele de noapte (Eriogaster catax), Unio crassus
- pești (3): zvârluga (Cobitis taenia), țipar (Misgurnus fossilis), boarță (Rhodeus sericeus amarus)
- reptile (1): țestoasa de baltă (Emys orbicularis)

Pe lângă speciile protejate, pe teritoriul sitului au mai fost identificate 1 specie de plante, 7 specii de amfibieni, 1 specie de nevertebrate, 1 specie de reptile.